# Chlosyne endeis endeis
Chlosyne endeis subsp. endeis es una subespecie de la mariposa Chlosyne endeis de la familia Nymphalidae. La subespecie es endémica de México; fue descrita originalmente bajo el nombre científico Synchloe endeis  por Godman & Salvin  en 1894.

## Descripción
Las alas anteriores en su vista dorsal son de color negro, presenta dos puntos blancos dentro de la celda discal, y a la misma altura un punto del mismo color en la celda 2A-Cu2. Presenta una serie de manchas de color blanco en la zona postdiscal de margen a margen sin tocar sin tocar los bordes. También presenta otra serie de puntos más pequeños que los anteriores de color blanco. En la celda costal presenta una línea ligeramente anaranjada. En el margen externo presenta pelos blancos y negros, y blancos en el margen anal o interno. Las alas posteriores en su vista dorsal son de color negro, y estas presentan una serie de manchas ovaladas de color blanco en la zona postdiscal interna, y cuatro manchas anaranjadas en la zona postdiscal externa. Presenta pelos blancos y negros en el margen externo y blancos en el margen interno o anal. Ventralmente las alas anteriores son de color negro, y en la celda costal es de color anaranjado casi en su totalidad. Presenta una serie de puntos blanco en la zona postdiscal interna, y otras serie puntos más pequeños en la zona postdiscal externa y en la zona submarginal. En el ala posterior en su vista dorsal presenta varias bandas blancas y serie de puntos blancos y anaranjados.
Cabeza, tórax y abdomen son de color negro. Las antenas son de color negro con escamas blancas. Cabeza en su vista ventral es de color blanco, con palpos del mismo color, tórax de color blanco con pelos del mismo color, el abdomen un gran porcentaje es de color negro, con pelos blancos en el centro. Ambos sexos son similares.

## Distribución
Oeste de México. Se ha reportado en pocos estados, por lo que puede estar restringida en solo en los estados de Colima, Nayarit, y Jalisco.

## Hábitat
Selva alta o mediana subcaducifolia, selva baja caducifolia. 

## Estado de conservación
Se conocen pocos ejemplares de este taxón en colecciones nacionales, provenientes de las localidades de Guadalajara, Mazamitla, Sayula; en Nayarit, Jazmines, Laguna de Sta. María del Oro, Tepic, etc.  No está en lista de la NOM-059.